# Tronget
Tronget é uma comuna francesa na região administrativa de Auvérnia-Ródano-Alpes, no departamento Allier. Estende-se por uma área de 31,12 km². Em 2010 a comuna tinha 900 habitantes (densidade: 28,9 hab./km²).